# Pieni Laamanen
Pieni Laamanen eller Laamanen är en sjö i Finland. Den ligger i kommunen Puolango i landskapet Kajanaland, i den centrala delen av landet, 500 km norr om huvudstaden Helsingfors. Pieni Laamanen ligger 150,1 meter över havet. Den ligger mellan sjöarna Iso Laamanen och Kiiskijärvi. Den är 2,2 meter djup. Arean är 92,1 hektar och strandlinjen är 4,45 kilometer lång. Sjön  ingår i Uleälvens huvudavrinningsområde. 